# Birger Lundberg
Birger Emanuel Lundberg, född 10 maj 1908 i Uppsala, död 18 juni 1982 i Uppsala domkyrkoförsamling, Uppsala, var en svensk arkivarie. 
Lundberg blev filosofie licentiat 1939, 1:e amanuens vid Landsarkivet i Uppsala 1939, arkivarie vid Landsarkivet i Göteborg 1947, länsarkivarie i Visby 1953, landsarkivarie i Lund 1955 och i Uppsala 1961–1973. Han var ledamot av 1954 års arkivgallringssakkunniga, invaldes 1955 i Samfundet för utgivande av handskrifter rörande Skandinaviens historia och 1970 i Humanistiska vetenskapssamfundet i Uppsala. Lundberg är begravd på Funbo kyrkogård.